# Nera
|  | Aquest article tracta sobre el riu d'Itàlia. Si cerqueu la ciutat hitita, vegeu «Nera (ciutat hitita)». |

El Nera és un riu d'Itàlia a l'Úmbria i Laci. El seu nom llatí fou Nar. Té una llargada de 116 km i això fa que sigui el número 44 dels rius italians, però si es té en compte el cabal mitjà queda situat en 7è lloc. Desemboca en el riu Tíber.

## Recorregut
El riu Nera neix a la regió de les Marques, a 902 msnm, als Monts Sibil·lins; les seves fonts estan situades en territori municipal de Castelsantangelo sul Nera, al districte anomenat Vallinfante. A uns 5 km, a prop de Visso, rep les aigües de moltes deus, les quals fan augmentar considerablement el cabal. El sector del riu Nera que travessa les Marques passa per tres municipis: Castelsantangelo sul Nera, Visso i Ussita.
A uns vint quilòmetres del naixement, el Nera entra en la regió de l'Úmbria seguint la Valnerina (vall del riu Nera). En aquest tram les seves aigües són molt clares i abundoses durant totes les estacions de l'any (uns 20 m³/s de mitjana anual), això no obstant, algunes obres hidràuliques com el canal que desvia una part de les seves aigües cap al llac de Piediluco per al seu aprofitament hidroelèctric, han reduït sensiblement el cabal.
A prop de Triponzo supera el doble del seu cabal (uns 50 m³/s) gràcies a la important contribució del seu afluent el Corno que s'uneix a ell per l'esquerra. Passa per diversos quilòmetres per una vall gairebé verge només interrompuda per tres nuclis de població: Cerreto di Spoleto, Vallo di Nera i Sant'Anatolia di Narco, tots tres municipis de la província de Perusa. Quan arriba a un indret anomenat Ceselli el Nera entra en la Província de Terni i a partir d'allà forma part d'un espai natural protegit : el Parc Fluvial del Nera. En aquest tram les aigües del riu banyen els territoris de diversos municipis: Sambucheto, Ferentillo, Montefranco, Arrone, apropant-se cada vegada més a Terni.
Després de deixar enrere el nucli habitat de Collestatte el riu duplica novament el seu cabal gràcies a l'aportació per la seva esquerra de les aigües del Velino, el seu principal afluent que s'ajunta amb el Nera formant una sal d'aigua, la Cascata delle Marmore.
Tot seguit, amb un cabal molt abundant (gairebé 110 m³/s) el Nera entra a Terni on rep l'aportació del torrent Serra a la seva dreta i travessa la ciutat en direcció est-oest. Als afores de Terni les seves aigües contribueixen al desenvolupament industrial i després passa durant alguns quilòmetres per un ample i profund congost, dins el qual el riu rep l'aportació de diverses fonts subterrànies fins a tornar a recuperar alçada a la ciutat de Narni. Des d'allà segueix el seu curs, tan ple d'aigua que acaba formant un petit llac artificial anomenat San Liberato i encara li queda flux fins a arribar a unir-se al Tíber a la rodalia d'Orte.

## El nom

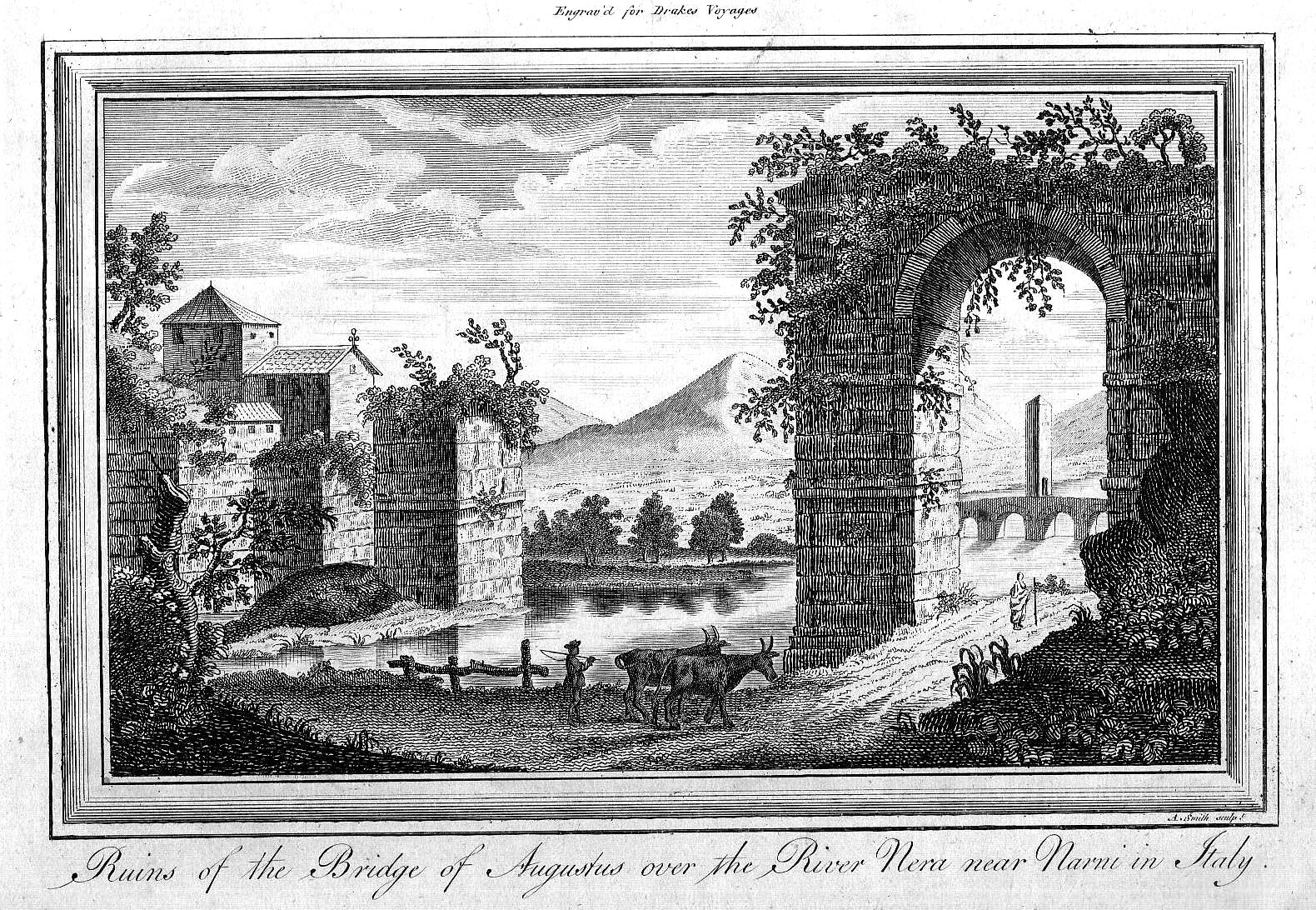
Pont romà sobre el riu Nera, a prop de Narni

Alguns han proposat que nom d'aquest riu procedeix de l'àrab i de l'hebreu, idiomes en els quals nar vol dir «aigua». Mentre que altres, com Giacomo Devoto creuen que, tot i que els territoris per on passa el riu Nera van ser antics establiments de la civilització Vil·lanovana, l'origen del nom seria protoindoeuropeu. Aquesta mateixa arrel indoeuropea nar amb el significat «curs d'aigua» es pot trobar en alguns llocs d'Europa de l'est: la mar Negra, per exemple, o el Narenta de Croàcia.

## Afluents
Els seus afluents són:
- Torrent Rio
- Torrent Campiano
- Vigi
- Torrent Argentina
- Sordo
- Corno
- Torrent Tissino
- Torrent Pescia
- Fosso Sensati
- Fosso Terria
- Forma Principe
- Fosso Castellone
- Forma di Mezzo
- Velino (antic Velinus)
- Canale Ferriera
- Fosso Tarquinio
- Torrent Serra
- Torrent Aia

## Característiques hidrològiques
El Nera és un riu que, malgrat la seva longitud limitada, té una importància fonamental en l'equilibri hidràulic del Tíber, ja que constitueix 2/3 del seu cabal mitjà anual.
La zona de recaptació d'aigües del Nera és un territori de roques permeables de zones de mitja i alta muntanya que dona al riu un règim bastant regular amb un cabal mínim a la boca que no baixa dels 70 m³/s. No obstant això, el flux màxim pot excedir els 1.000 m³/s.
El seu cabal mitjà és també significatiu (almenys 60 m³/s) com a resultat de l'afluència del riu Velino, que desemboca al Nera als afores de Terni entre les localitats de Pla de Collestatte i Papigno, des d'una alçada de 165 m, mentre que el Nera està a 120 m i aquest desnivell acaba produint un seguit de salts d'aigua, el més impressionant la Cascata delle Marmore.
La seva abundància d'aigua ha fet possible la construcció, entre el Nera i el seu principal afluent, el Velino, una central hidroelèctrica, la més gran de la zona dels Apenins. La producció d'energia va estar durant tot el segle XX a càrrec de l'empresa AST.